# Auchmis andausica
Auchmis andausica är en fjärilsart som beskrevs av Ribbe 1912. Auchmis andausica ingår i släktet Auchmis och familjen nattflyn. Inga underarter finns listade i Catalogue of Life.